# 赤散囊菌
赤散囊菌（学名：Eurotium rubrum）是属于散囊菌目发菌科散囊菌属的一种真菌，可生长在土壤、药材、粮食、动物粪、流脂、介壳虫、蚂蚁、芦苇、鸟巢、霉腐物等基物上。该种分布于中国、美国、加纳、印度、意大利、日本、斯里兰卡、英国、津巴布韦等地。
赤散囊菌是赤褐曲霉（Aspergillus rubrobrunneus）的有性型。